# Ivan Alekszejevics Bunyin
Ivan Alekszejevics Bunyin (oroszul Иван Алексеевич Бунин, Voronyezs, 1870. október 22. – Párizs, 1953. november 8.) orosz író, költő, műfordító, a 19. századi orosz klasszikus irodalom, Turgenyev, Goncsarov és Tolsztoj prózájának hagyományát folytatta. Elsősorban realista prózai műveivel vált híressé, melyek fő témája az októberi forradalom előtti vidéki élet Oroszországban, a nemesi élet és az orosz természet ábrázolása. 1933-ban (első oroszként) irodalmi Nobel-díjjal jutalmazták.

## Életrajza
Elszegényedett nemesi családból származott, gyermekéveit a család utolsó megmaradt birtokán, Butirkiben (Orjoli kormányzóság) töltötte. 1881-től négy évig a jeleci gimnáziumban tanult, később idősebb testvére tanította; megismertette vele többek között a klasszikus irodalmat, a természettudományokat és a matematikát. 1887-ben jelent meg első verse a Rogyina (Haza) című pétervári lapban. 1889-ben testvérét követve Harkovba utazott; itt könyvtárosként, majd a harkovi Orlovszkij vesztnyik (Orjoli hírlap) című újság újságírójaként, illetve szerkesztőjeként dolgozott. Bunyin első elbeszéléseit is ez a lap jelentette meg 1891-ben. Ugyanebben az évben házasságot kötött kolléganőjével, Varvara Pascsenkóval, és 1892-ben Poltavába költöztek, ahol Bunyin a kormányzóság hivatalnokaként dolgozott. Első, saját nyelvezet híján még éretlennek jellemezhető verseskötete (Költemények / Стихотворения 1887-1891) 1891-ben jelent meg.
Bunyin írói munkásságának kezdetét a Russzkoje Bogatsztvo című folyóiratban megjelent Tanka című elbeszélésében (1893) látta. Újabb fordulópontot jelentett életében, hogy 1895-ben felhagyott poltavai tevékenységével, elhagyta feleségét és Moszkvába költözött. Lelkesen fogadták az ottani művészi körökben, megismerkedett Csehovval, Tolsztojjal, valamint fiatalabb írókkal, mint Fjodor Szologub, Konsztantyin Balmont és Valerij Brjuszov.
1895-től sokat utazott, ukrajnai utazásai során eljutott a Krímre és Odesszába; ebből az időből származik Csehovval folytatott levelezése. 1899-től Gorkijjal is gyakran váltott levelet. Az 1900-ban megjelent Antonovszkije Jabloki (Антоновские яблоки) című elbeszélés jelzi Bunyin írói sikerének kezdetét: költői módon írja le a régi oroszországi vidéki életet; az elbeszélést később minden orosz olvasókönyvben kinyomtatták. 1901-ben megjelent a Lombhullás (Листопад) című verseskötete, 1902 és 1909 között pedig a Znanyije kiadó ötkötetes gyűjteményt adott ki a költő műveiből.
Bunyin angol művek fordításával is foglalkozott: 1896-ban lefordította Henry Wadsworth Longfellow amerikai költő Hiawatha éneke című eposzát, valamint további műveket Lord Byrontól és Alfred Tennysontól. A Lombhullásban megjelent verseiért és műfordításaiért 1903-ban és 1909-ben az Orosz Tudományos Akadémia Puskin-díjjal jutalmazta, valamint az akadémia tiszteletbeli tagjává fogadták.
Sikeres költőként és íróként további nagy utazásokat tett az első világháború előtt, többek között a Közel-Keletre, Egyiptomba, Észak-Afrikába, Palesztinába, eljutott egészen Indiáig, illetve Ceylonig: ezek az utak újabb lendületet adtak munkájának. 1912-1914 teleit Caprin töltötte Maxim Gorkijjal.

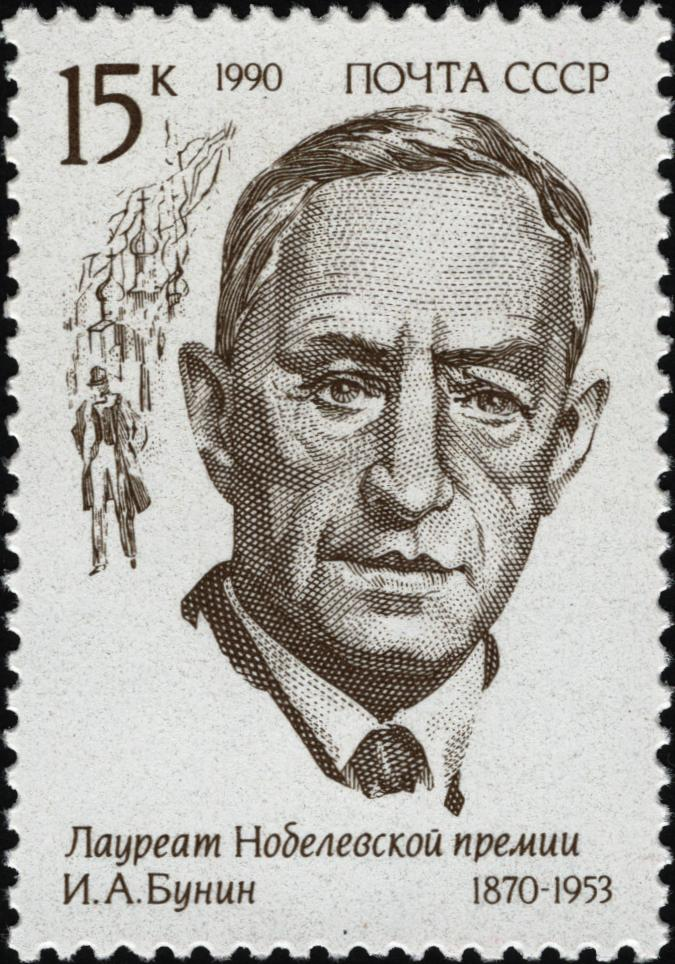
Szovjet bélyeg (1990)

Bunyin érettebb elbeszéléseinek témája Oroszország történelmi sorsa és az orosz falvak pusztulása (Falu / Деревня, 1910; Szárazvölgy / Суходол, 1912). Az 1905. évi orosz forradalomban és az I. világháború kezdetében Bunyin Oroszország hanyatlásának egyértelmű jeleit látta.

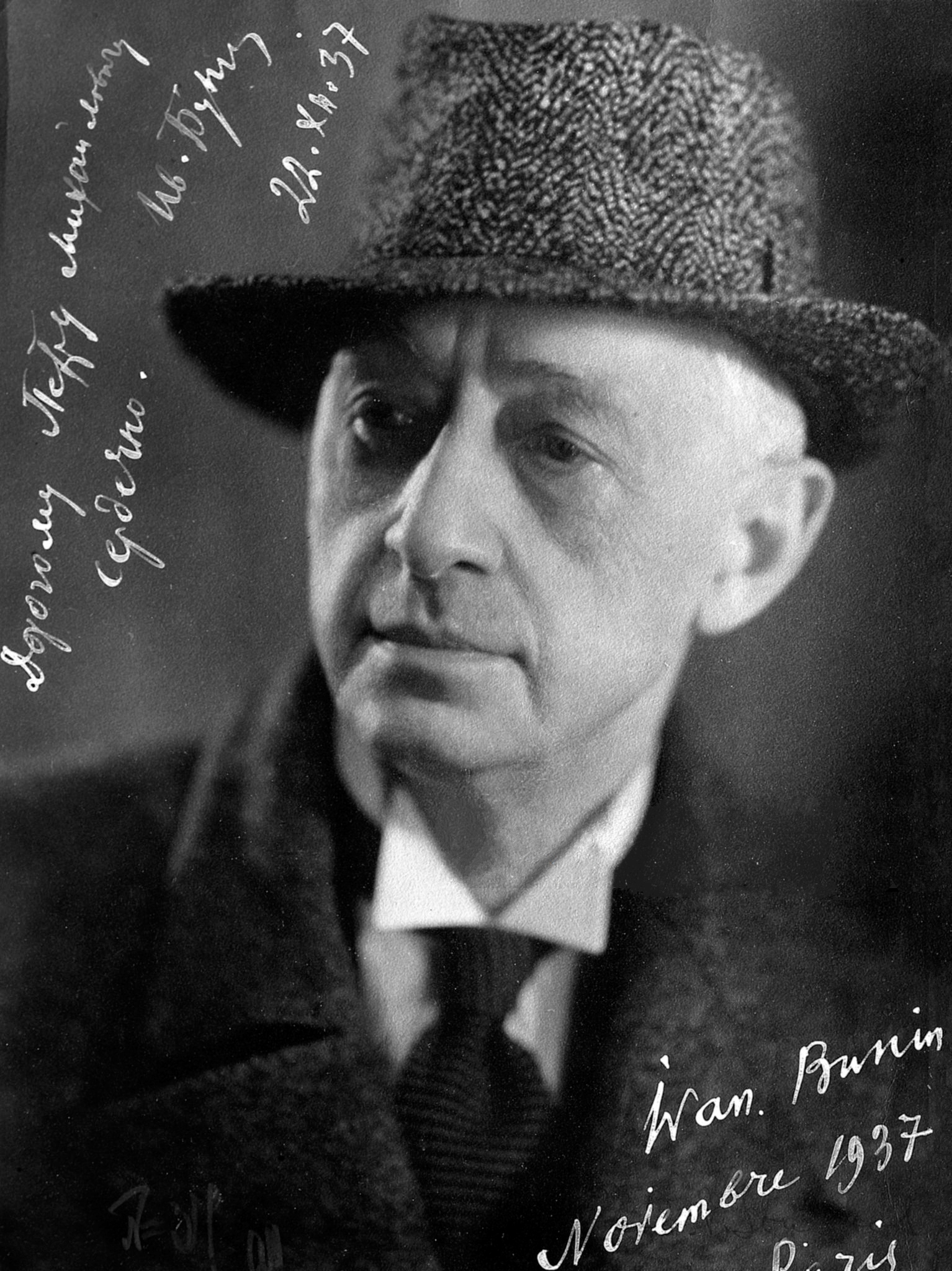
Bunyin fotón 1937-ben

Az 1917-es októberi forradalmat ellenségesen fogadta (Átkozott napok c. naplójegyzetek); 1918-ban elköltözött Moszkvából, először Ogyesszába vonult vissza, majd a Franciaország felé tartó utolsó hajóval elhagyta Oroszországot és Grasse-ban telepedett le. Az emigrációban elismerésre talált, mint a klasszikusok generációjának utolsó nagy költője. Itt Bunyin kezdetben éleshangú szovjetellenes cikkeket írt, később elzárkózott a politikától.
A szovjet rendszert sosem fogadta el, de a német megszállókkal sem volt hajlandó együttműködni a második világháború idején. Bármennyire is fájlalta a nemesi világ pusztulását, nagyon világosan látta azt az anyagi és erkölcsi nyomort, amelybe éppen az ő osztályának telhetetlensége, a modern civilizáció pénzimádata taszította az orosz falvakat.
1933-ban irodalmi Nobel-díjat kapott azért a magasrendű művésziségért, amellyel a klasszikus orosz prózaköltészeti hagyományokat továbbfejlesztette. Elbeszéléseiben és regényeiben a régi orosz falu pusztulásáról szólt: a nosztalgikus, elégikus hangvételt azonban kemény realizmus itatta át.
Bunyint halála után, 1956-ban rehabilitálták a Szovjetunióban, újból megjelenhettek művei is. Felesége (1906-tól), Vera Muromceva férje halála után több jelentős életrajzot is megjelentetett.
Moszkvában a Povarszkaja utcában, közvetlenül a Moszkvai Magyar Kulturális Intézet mellett is van egy emlékszobra.

## Művei
- 1891 – Költemények (Стихотворения)(első verseskötete)
- 1900 – Антоновские яблоки
- 1901 – Lombhullás (Листопад) (második verseskötete)
- 1910 – Деревня
- 1911 – Szárazvölgy (Суходол)(elbeszélés)
- 1915 – A San Franciscó-i úr (Господин из Сан-Франциско) (elbeszélés)
- 1916 – Csang álmai (elbeszélés)
- 1925 – Napszúrás (Солнечный удар) (elbeszélés)
- 1925 – A szerelem szentsége (Митина любовь)
- 1930 – Arszenyev élete (Жизнь Арсеньева) (önéletrajzi regény)
- 1937 – Tolsztoj felszabadítása (memoár)
- 1937 – 1945 Sötét sétányok (elbeszélések)
- 1950 – Visszaemlékezések (Воспоминания)
- 1955 – A. P. Csehov (Csehovról szóló könyve halála után jelent meg)
- 1965 – A szerelem nyelvtana (elbeszélések)

## Magyarul megjelent művei
- A szerelem szentsége; ford. Bókay János; Athenaeum, Bp., 1927
- Ifjúság, szerelem...; ford. Trócsányi Zoltán; Athenaeum, Bp., 1935
- Szirének szigete. Elbeszélések. 1921-1952; ford. Gellért György, versford. Tóth Judit, utószó Apostol András; Európa, Bp., 1958
- A szerelem szentsége. Mitya szerelme; ford. Gellért György, versford. Tóth Judit, ill. Szász Endre; Európa, Bp., 1959
- A szerelem nyelvtana; ford. Gellért György; Európa, Bp., 1965 (5 világrész könyvei)
- Arszenyev élete; ford. Gellért György; Európa, Bp., 1967
- Sötét fasor. Elbeszélések; ford. Gellért György; Európa, Bp., 1971
- A San Franciscó-i úr. Elbeszélések; ford. Gellért György; Magyar Helikon, Bp., 1977
- Fjodor Tyutcsev, Afanaszij Fet és Ivan Bunyin versei; vál. Misonova Natalja, Pór Judit, utószó Pór Judit, ford. Bajcsi Cecília et al.; Európa, Bp., 1986 (Lyra mundi)
- Apokalipszis – 1917. Írások az orosz forradalomról / Ivan Bunyin: Elátkozott napok / Makszim Gorkij: Időszerűtlen gondolatok / Vaszilij Rozanov: Korunk apokalipszise; ford. Rajka Ágnes, Vári Erzsébet, Zappe László, szerk., jegyz., utószó Szőke Katalin; Európa, Bp., 1997
- Az emésztő tűz. Elbeszélések a szerelemről és halálról; vál., jegyz. Szőke Katalin, ford. Bagi Ibolya et al.; Osiris, Bp., 2003 (Osiris klasszikusok)

## Ivan Bunyin-díj

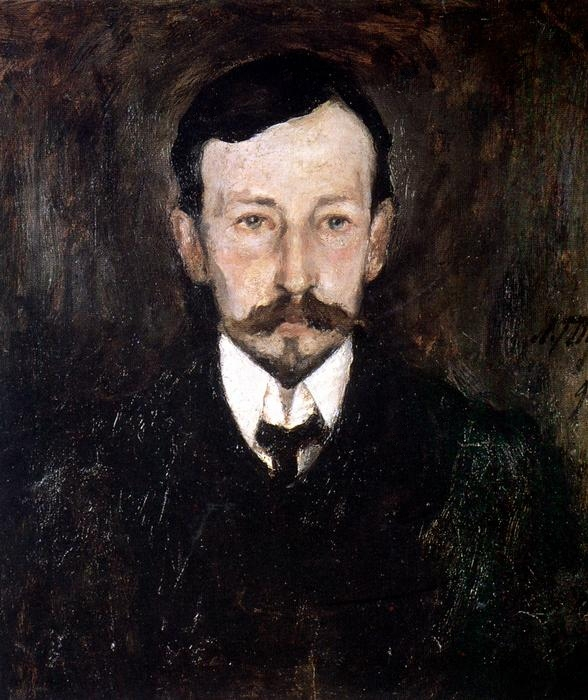
Bunyin, Leonard Turzhanszky festménye